# Campeonato de Primera División 1953 (Bolivia)
La temporada del Fútbol Profesional Boliviano de 1953 se realizó bajo el Campeonato Profesional de la AFLP de aquel año. El campeón del Certamen fue Bolívar que obtuvo su segundo título como equipo profesional de la AFLP (antes LPFA). 

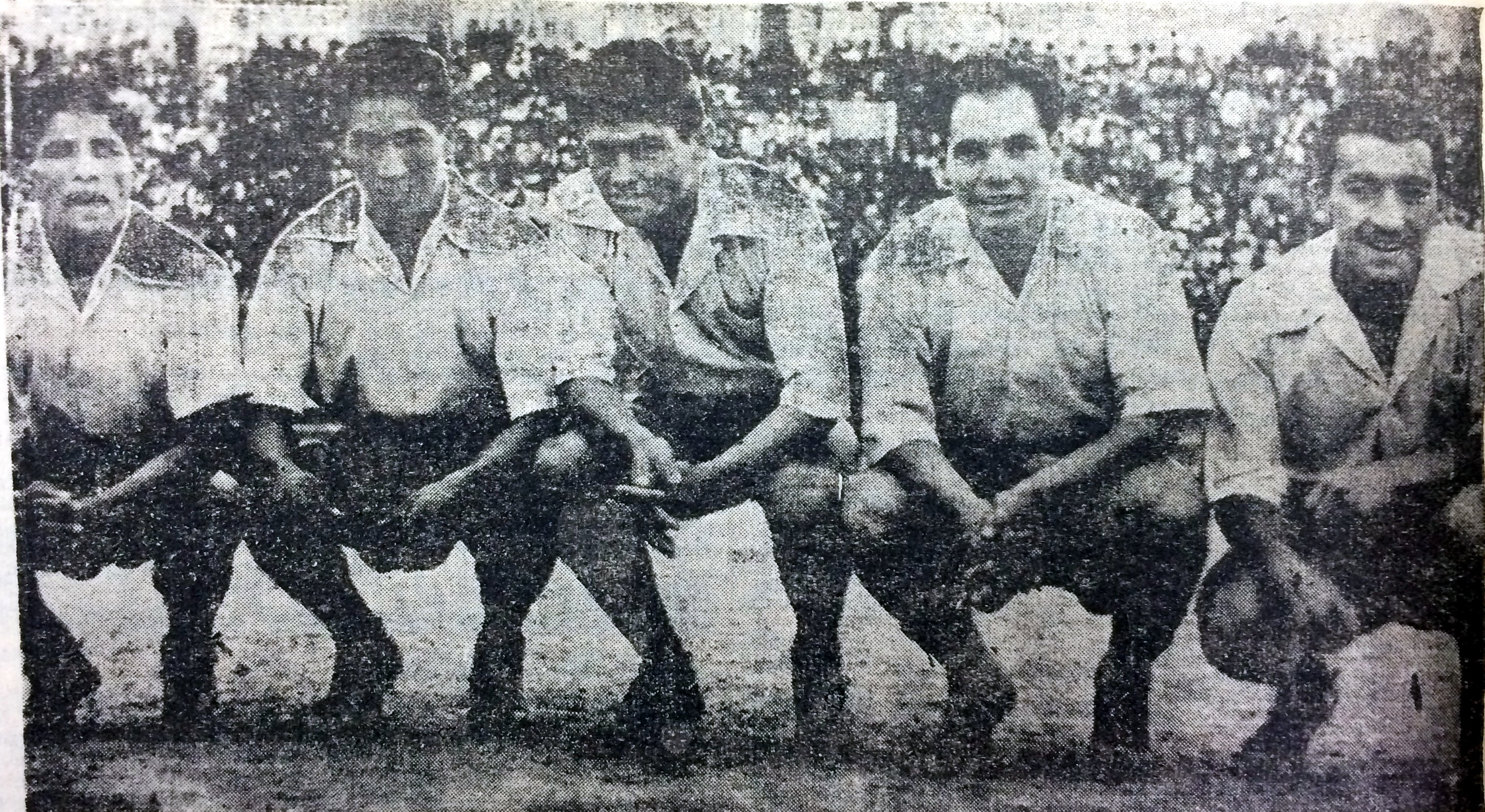
Lo que por entonces se conocía como "Vanguardia" del club Bolívar. De Izquierda a Derecha: Montoya, Ugarte. Albornoz, Mena y M. Vargas.

## Campeonato Profesional de la AFLP de 1953
El Campeonato Profesional de la AFLP 1953 fue el cuarto campeonato organizado a nivel "profesional" por la Asociación de Fútbol de La Paz (AFLP), hasta antes de ese año llamada La Paz Football Association, fue a partir del 27 de marzo de ese año que cambió su sigla a Asociación de Fútbol de La Paz (AFLP) debido a la brega de la Revolución Nacional del año 1952, y aprovechando además a que se cambiaron nuevamente los estatutos de la asociación (cambiados en 1950 para permitir el profesionalismo). A partir de este campeonato se crearía una Sección Profesional dentro de la Asociación, que se encargaría de todos los asuntos propios de fútbol profesional y solo respondería al también creado Consejo Central de la Asociación. Esto le permitió gran libertad organizativa al naciente profesionalismo y fue causa primordial para que el siguiente año la Sección Profesional de la AFLP decida incorporar a equipos del interior del país.

## Formato
Debió iniciarse el domingo 12 de abril de 1953, sin embargo ante discusiones dadas en el seno de la flamante Sección Profesional sobre la habilitación de jugadores extranjeros (el número de extranjeros que debían ser habilitados en cada club, y que por aquel entonces se trató de limitar a cinco, sin embargo se llegó a un acuerdo para que sean siete para el torneo de 1953) es que se suspendió su iniciación hasta el 26 de abril. Para el campeonato se habilitaron los ocho equipos Profesionales, siete del anterior campeonato más Deportivo Árabe que sustituía al descendido Northern FC. Los ocho equipos que debían enfrentarse en un octogonal característico de "todos contra todos", con partidos de "ida y vuelta" en dos rondas, la Primera ronda de los partidos de ida, y las revanchas en la Segunda Rueda. Se inició con los partidos Ingavi - Litoral y Arabe - The Strongest, recordar que los partidos del campeonato profesional se jugaban solo los domingos en el Estadio La Paz (predecesor del actual Hernando Siles) y solo dos partidos programados, es decir jugaban cuatro equipos y cuatro descansaban hasta la siguiente fecha, programándose 14 fechas por cada rueda. Recordar además que al ganador de los partidos se le otorgaba dos puntos y por empatar se repartían un punto a ambos equipos. El ganador sería aquel que acumule más puntos en los 14 partidos que jugaría, consagrándose como Campeón, y subcampeón al segundo en clasificación. 
Es así que el campeonato se extendió sin muchos contratiempos hasta el 15 de noviembre culminando con los partidos Árabe - Litoral y The Strongest - Always Ready. Solo se suspendió fechas por los feriados patrios y departamentales, y una sola de manera imprevista, la número 14 de la primera rueda, debido a la promulgación del decreto de Reforma Agraria el 2 de agosto hecho por el gobierno de la Revolución Nacional. Precisamente los dos partidos con los que concluyó el campeonato serían los que repondrían la fecha suspendida. 

## Equipos
Recuérdese que solo participaron equipos de La Paz (incluido Unión Maestranza de Viacha). Participaron los siguientes equipos: 
Deportivo Árabe - Club Always Ready - Club Bolívar - Club Ferroviario
Club Ingavi - Club Litoral - Club The Strongest - Unión Maestranza de Viacha

## Resultados

### Primera Ronda
| Litoral       | 2 - 5 | Ingavi | Estadio La Paz | 26 de abril de 1953 | 14:00 |
| The Strongest | 2 - 3 | Arabe  | Estadio La Paz | 26 de abril de 1953 | 15:50 |

| Ferroviario   | 2 - 1 | Always Ready | Estadio La Paz | 3 de mayo de 1953 | 14:00 |
| U. Maestranza | 0 - 3 | Bolívar      | Estadio La Paz | 3 de mayo de 1953 | 15:50 |

| Bolívar      | 2 - 2 | Ingavi        | Estadio La Paz | 10 de mayo de 1953 | 14:00 |
| Always Ready | 8 - 1 | U. Maestranza | Estadio La Paz | 10 de mayo de 1953 | 15:50 |

| Árabe   | 1 - 2 | Ferroviario   | Estadio La Paz | 17 de mayo de 1953 | 14:00 |
| Litoral | 3 - 1 | The Strongest | Estadio La Paz | 17 de mayo de 1953 | 15:50 |

| The Strongest | 4 - 4 | Ingavi      | Estadio La Paz | 24 de mayo de 1953 | 14:00 |
| Litoral       | 0 - 0 | Ferroviario | Estadio La Paz | 24 de mayo de 1953 | 15:50 |

| U. Maestranza | 4 - 3 | Árabe        | Estadio La Paz | 31 de mayo de 1953 | 14:00 |
| Bolívar       | 2 - 1 | Always Ready | Estadio La Paz | 31 de mayo de 1953 | 15:50 |

| Always Ready | 3 - 1 | Ingavi  | Estadio La Paz | 7 de junio de 1953 | 14:00 |
| Árabe        | 2 - 4 | Bolívar | Estadio La Paz | 7 de junio de 1953 | 15:50 |

| Litoral       | 3 - 2 | U. Maestranza | Estadio La Paz | 14 de junio de 1953 | 14:00 |
| The Strongest | 2 - 2 | Ferroviario   | Estadio La Paz | 14 de junio de 1953 | 15:50 |

| Ferroviario   | 2 - 3 | Ingavi        | Estadio La Paz | 21 de junio de 1953 | 14:00 |
| U. Maestranza | 3 - 2 | The Strongest | Estadio La Paz | 21 de junio de 1953 | 15:50 |

| Bolívar      | 3- 1  | Litoral | Estadio La Paz | 28 de junio de 1953 | 14:00 |
| Always Ready | 4 - 2 | Árabe   | Estadio La Paz | 28 de junio de 1953 | 15:50 |

| Árabe   | 3 - 3 | Ingavi       | Estadio La Paz | 5 de julio de 1953 | 14:00 |
| Litoral | 1 - 1 | Always Ready | Estadio La Paz | 5 de julio de 1953 | 15:50 |

| Ferroviario   | 1 - 3 | U. Maestranza | Estadio La Paz | 12 de julio de 1953 | 14:00 |
| The Strongest | 3 - 4 | Bolívar       | Estadio La Paz | 12 de julio de 1953 | 15:50 |

| U. Maestranza | 1 - 2 | Ingavi      | Estadio La Paz | 26 de julio de 1953 | 14:00 |
| Bolívar       | 0 - 0 | Ferroviario | Estadio La Paz | 26 de julio de 1953 | 15:50 |

### Segunda Ronda
| U. Maestranza | 2 - 0 | Árabe   | Estadio La Paz | 9 de agosto de 1953 | 14:00 |
| Ferroviario   | 2 - 1 | Litoral | Estadio La Paz | 9 de agosto de 1953 | 15:50 |

| Always Ready | 2 - 1 | Ingavi        | Estadio La Paz | 15 de agosto de 1953 | 15:50 |
| Bolívar      | 4 - 3 | The Strongest | Estadio La Paz | 16 de agosto de 1953 | 15:50 |

| Árabe        | 3 - 3 | Ingavi  | Estadio La Paz | 23 de agosto de 1953 | 14:00 |
| Always Ready | 3 - 3 | Bolívar | Estadio La Paz | 23 de agosto de 1953 | 15:50 |

| U. Maestranza | 1 - 2 | Ferroviario   | Estadio La Paz | 30 de agosto de 1953 | 14:00 |
| Litoral       | 4 - 2 | The Strongest | Estadio La Paz | 30 de agosto de 1953 | 15:50 |

| Ferroviario   | 1 - 1 | Árabe         | Estadio La Paz | 6 de septiembre de 1953 | 14:00 |
| U. Maestranza | 1 - 1 | The Strongest | Estadio La Paz | 6 de septiembre de 1953 | 15:50 |

| Always Ready | 1 - 2 | Litoral | Estadio La Paz | 13 de septiembre de 1953 | 14:00 |
| Bolívar      | 2 - 1 | Ingavi  | Estadio La Paz | 13 de septiembre de 1953 | 15:50 |

| Litoral | 0 - 1 | Ingavi  | Estadio La Paz | 20 de septiembre de 1953 | 14:00 |
| Árabe   | 2 - 3 | Bolívar | Estadio La Paz | 20 de septiembre de 1953 | 15:50 |

| U. Maestranza | 0 - 3 | Always Ready  | Estadio La Paz | 27 de septiembre de 1953 | 14:00 |
| Ferroviario   | 2 - 4 | The Strongest | Estadio La Paz | 27 de septiembre de 1953 | 15:50 |

| Always Ready | 3 - 2 | Ferroviario   | Estadio La Paz | 4 de octubre de 1953 | 14:00 |
| Arabe        | 2 - 0 | The Strongest | Estadio La Paz | 4 de octubre de 1953 | 15:50 |

| Ingavi  | 1 - 1 | U. Maestranza | Estadio La Paz | 11 de octubre de 1953 | 14:00 |
| Bolívar | 2 - 0 | Litoral       | Estadio La Paz | 11 de octubre de 1953 | 15:50 |

| Árabe         | 1 - 3 | Litoral | Estadio La Paz | 18 de octubre de 1953 | 14:00 |
| U. Maestranza | 1 - 5 | Bolívar | Estadio La Paz | 18 de octubre de 1953 | 15:50 |

| Ferroviario   | 4 - 4 | Ingavi       | Estadio La Paz | 25 de octubre de 1953 | 14:00 |
| The Strongest | 2 - 1 | Always Ready | Estadio La Paz | 25 de octubre de 1953 | 15:50 |

| Always Ready | 1 - 0 | Árabe         | Estadio La Paz | 1 de noviembre de 1953 | 14:00 |
| Ingavi       | 2 - 3 | The Strongest | Estadio La Paz | 1 de noviembre de 1953 | 15:50 |

| Litoral | 0 - 1 | U. Maestranza | Estadio La Paz | 8 de noviembre de 1953 | 14:00 |
| Bolívar | 4 - 0 | Ferroviario   | Estadio La Paz | 8 de noviembre de 1953 | 15:50 |

| Arabe        | 1 - 0 | Litoral       | Estadio La Paz | 15 de noviembre de 1953 | 14:00 |
| Always Ready | 3 - 5 | The Strongest | Estadio La Paz | 15 de noviembre de 1953 | 15:50 |

## Tabla de Posiciones final
| Pos | Equipo           | Pts | PJ | G  | E | P | GF | GC | Dif |
| --- | ---------------- | --- | -- | -- | - | - | -- | -- | --- |
| 1º  | Bolívar (C)      | 25  | 14 | 11 | 3 | 0 | 40 | 16 | 24  |
| 2º  | Always Ready     | 17  | 14 | 7  | 3 | 4 | 32 | 21 | 11  |
| 3º  | Ingavi           | 14  | 14 | 6  | 2 | 6 | 33 | 32 | 1   |
| 4º  | Ferroviario      | 13  | 14 | 6  | 1 | 7 | 22 | 23 | -1  |
| 5º  | Litoral          | 12  | 14 | 6  | 0 | 8 | 21 | 22 | -1  |
| 6º  | Unión Maestranza | 12  | 14 | 5  | 2 | 7 | 21 | 32 | -11 |
| 7º  | The Strongest    | 10  | 14 | 4  | 2 | 8 | 26 | 38 | -12 |
| 8º  | Deportivo Árabe  | 9   | 14 | 3  | 3 | 8 | 25 | 36 | -19 |

|  |                                     |
|  | Campeón del campeonato profesional. |
|  | Descendido al campeonato amateur.   |

## Descenso- Ascenso
Deportivo Árabe sería remplazado por el campeón del campeonato amateur de la AFLP, Deportivo Municipal. 

## Datos y estadísticas
En el campeonato se realizaron 56 encuentros, se anotaron 220 goles con un promedio de 3,92 goles por partido.
El resultado más frecuente es el 2 a 1 (10 oportunidades) seguido por el 3 a 2 (6 oportunidades) y el 3 a 1 (5 oportunidades), superando con todo al empate más frecuente: el 1 a 1 (4 oportunidades). No se abrió el marcador en solo dos oportunidades (0 a 0) y en general solo hubo 14 empates en todo el campeonato (25%). El mezquino 1 a 0 solo se verificó en 4 oportunidades (7%) lo que lo convierte en un campeonato favorecido por los goles. El resultado más abultado en un partido sin embargo solo fue de 6 a 1 que le propinó Always Ready a U. Maestranza en la fecha 3 de la Primera Rueda, sin ser el partido con más goles, pues eso honor recae en los empates a 4 tantos entre The Strongest e Ingavi (Fecha 5 Primera Rueda) y Ferroviario e Ingavi (Fecha 12 Segunda Rueda).
Los goleadores del campeonato fueron: Con 15 goles Pinnola de Always Ready, seguido con 11 goles por Ugarte y Albornoz de Bolívar, además de Flores de Ferroviario, luego con 10 goles Aníbarro de Litoral y con nueve goles López de Ingavi y Alcózer de U. Maestranza.
Bolívar fue altamente efectivo, del los 28 puntos en disputa consiguió 25 (89% del total de puntos), ganando 11 partidos de los 14 jugados (78 % de eficiencia), consiguiendo una diferencia de 8 puntos con el segundo al final del torneo. Los tres empates que registro fueron con Always Ready e Ingavi, segundo y tercero respectivos del campeonato, y de manera inesperada con Ferroviario, registrando un apático 0 a 0. Ya con la victoria sobre Litoral en la fecha 10 de la segunda rueda logró de manera anticipada el campeonato del torneo, pero dado que se mantenía en condición de invicto, los dos partidos restantes se jugaron con la misma expectativa. Al final del campeonato se logró la meta y consiguió el logro de ser campeón de manera invicta en el comienzo de la era profesional.